# Лосытино

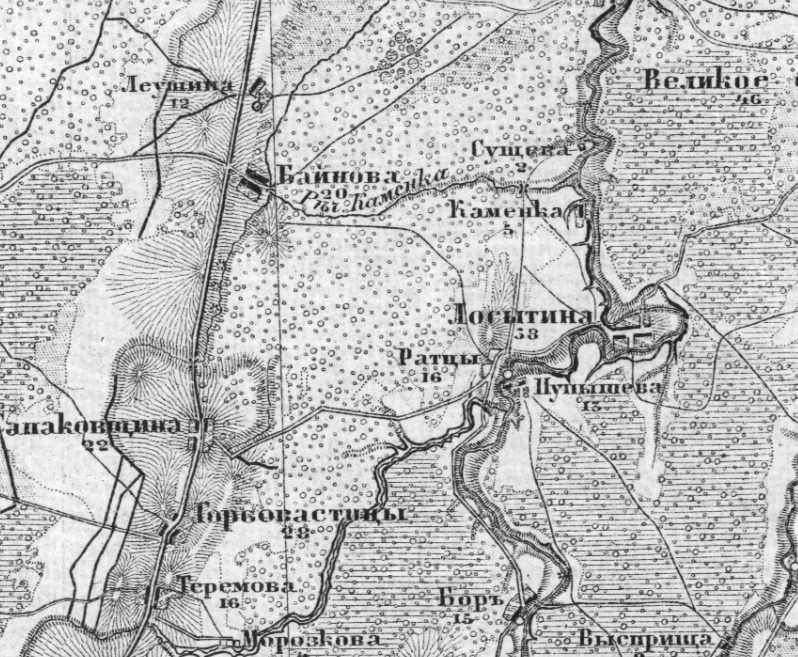
Лосытино на карте 1915 года

Лосы́тино — деревня в Старорусском районе Новгородской области. Входит в состав Новосельского сельского поселения.

## География
Лосытино находится в 5,5 км к востоку от автодороги Старая Русса — Холм. Площадь территории деревни 34,8 га. Деревня Лосытино стоит на небольшом полуострове, который образуется руслом реки Порусья и соединяется с материковой частью узким перешейком.
Ближайшие населённые пункты: деревня Пробуждение — прежний центр сельского поселения — 0,3 км к югу; Ратча — 2 км к западу, Каменка — 1,5 км к северу, вниз по течению Порусьи.

## Население
| 2010 | 2011 |
| ---- | ---- |
| 13   | ↗21  |

## История
В «Поручной записи корел от 1661 года» указывается, что земли, на которых расположено Лосытино, принадлежали Иверскому монастырю. В 1659 году на территории современного Старорусского района возникло несколько деревень из «порядившихся» (переселившихся) сюда карельских семей. Само Лосытино упоминается как раз в связи с появлением в ней карельских переселенцев.
На карте 1915 года деревня указана как Лосытина.
В 1930 году был образован колхоз «Лосытино». В 1946 году центральная усадьба колхоза переехала в деревню Пробуждение.
Во время Великой Отечественной войны с 1941 по 1944 год деревня оказалась в зоне ожесточённых боёв (см. Демянский котёл) и неоднократно занималась то советскими, то немецкими войсками.
В настоящее время в Лосытино сохранилось около 20 дворов. В шести из них проживают коренные лосытинцы. До апреля 2010 года деревня входила в состав ныне упразднённого Пробужденского сельского поселения.

## Ссылки

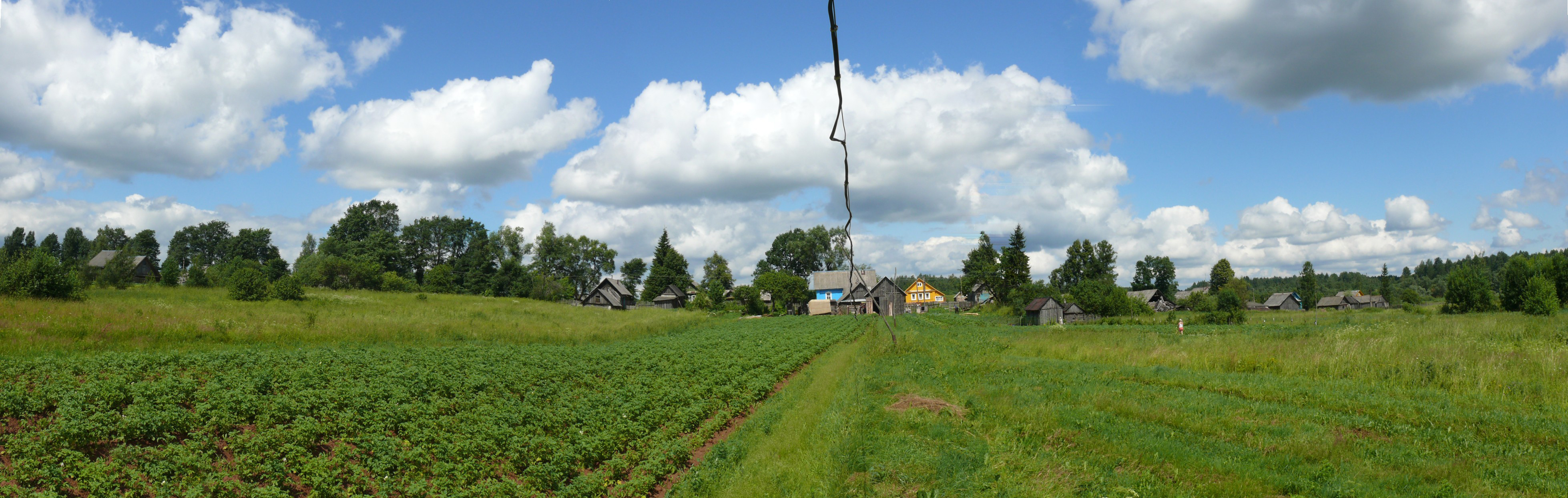
Панорама деревни